# 岡本マサヨシ
岡本マサヨシ（おかもとまさよし）は、株式会社楽笑の代表取締役であり一般社団法人日本心浄術ヒーリング協会代表理事である。
スピリチュアルカウンセラーとしても活動している。
ginspiや髪処桜千道、Healing space LaCoonなどのヒーリングサロンの運営を行う。
著述のほか、FMヨコハマ番組名ココロヒーリングにてDJをつとめる

## 来歴

### 少年時代
1967年東京都港区高輪で生まれる。
幼少期に両親が離婚。福井県で祖母に育てられる。幼少期から小児喘息を患っており何度も入院するほどであったが、
幼稚園に入ると、福井県の野原や川などの自然で毎日遊び、健康なわんぱく少年として育っていった。

### 複数店舗の経営
18歳の時、歌手であった父親の影響で東京へ歌手になるために上京。
東京で生きるため、美容室に見習いとして勤務し、そこから美容師の道を歩み26歳で独立。
10年で美容室のみならず、自動車販売店や飲食店、バー、イタリアンレストランなど、都内、埼玉に10店舗を経営する。

### 経営悪化から立ち直りまで
経営していた店舗の状況が悪化。さらに育ての親である祖母の他界に続き母親が交通事故により他界。
精神的に追い詰められたときに当時、友人と「お店のスタッフが全員いなくなったらどうする？」という話をしていたことを思い出し、
良いことも悪いことも思考したことが現実化するということ身を持って知ったという。
亡き母が残した負債により、返済に追われ、30万の保証金も払えない状況であったが、
5年後の2008年5月5日に完全個室型の美容室髪処桜千道をオープンさせ、軌道に乗せる。そして現在、数多くの人々を
「本当の幸せ」に導くサポートを仕事にしている。

### 現在
現在は店舗の運営だけでなく執筆活動やラジオ番組「ココロヒーリング」などでも活動している。
ラジオではカウンセラーとしてリスナーの悩みを解決しており、過去に、ジャズ奏者の大江千里、映画評論家のLiLiCo、
モデルのHANA、歌手の安倍なつみ、書道家の武田双雲、ギタリストの野村義男などが出演している。

## 人物
- 母親のお腹の中にいる時、母親が抱えるストレスや様々な感情を認識したと主張。
- 小学生中学生の多感な時期に霊的な能力が強めたと主張している。
- 思春期を過ぎた頃から霊的能力、人間の精神状態やその人の人間関係、肉体の状態などを読み取るリーディング能力に目覚めたと称する。
- 瞑想を繰り返す中で霊的な存在のアシストを受け、独自の研究を重ねた結果「心浄術」を生み出したと主張している。

## 作品

### 著書
- 「幸せを見つめられるようになってごらん」出版：パブラボ、2015/11
- 「7日間で悩みが消える心のフタの外し方」出版：KADOKAWA、2014/4
- 「あなたの目に映る半径5メートルから悩みも迷いもすべて消し去る方法」出版：パブラボ、2014/10

### アプリ
- 「岡本マサヨシオフィシャルアプリ」 制作：GMO Digitallab,Inc.[5]

### 商品
- 波導紋ペンダント発売
- TSUNAGUMONO発売（VOICE商材として岡本マサヨシがプロデュース）

## 出演

### ラジオ
- ココロヒーリング（横浜エフエム放送）[6]

### イベント
- 癒しフェア2014 in TOKYO[7]

### Youtube
- 岡本マサヨシのココロヒーリング

### Podcast
- ヒーリングTOKYO